# Шульман, Шейла
Шейла Шульман (англ. Sheila Shulman, 18 октября 1936, Бруклин, Нью-Йорк — 1 ноября 2014) — раввин в Лондоне, Англия. Она родилась в Бруклине и получила степень магистра английского языка и сравнительного литературоведения в 1960-х годах в Городском университете Нью-Йорка. Впервые она поехала в Англию по стипендии в 1967 году.
Наряду с Элизабет Тиква Сара, она была одной из первых открыто лесбийских выпускниц колледжа Лео Бека. Шульман была рукоположена в 1989 году. В 1990 году Шульман и группа лесбийских феминисток основали в Лондоне инклюзивную синагогу «Бейт Клаль Исраэль», раввином которой она стала. В дополнение к своей работе там, после своего рукоположения она работала в реформистской синагоге Финчли, сначала неполный рабочий день, затем в течение нескольких лет в качестве помощника раввина на полставки, а затем снова неполный рабочий день. Она также преподавала в Центре еврейского образования колледжа Лео Бека в качестве внештатного преподавателя еврейской мысли.